# Gare de Flaujac
La gare de Flaujac est une gare ferroviaire française, de la ligne de Brive-la-Gaillarde à Toulouse-Matabiau via Capdenac, située sur le territoire de la commune de Durbans, à proximité de celle de Flaujac-Gare, dans le département du Lot en région Occitanie. Elle est fermée depuis 2006.

## Situation ferroviaire
Établie à 330 mètres d'altitude, la gare de Flaujac est située au point kilométrique (PK) 212,458 de la ligne de Brive-la-Gaillarde à Toulouse-Matabiau via Capdenac, entre les gares ouvertes de Gramat et d'Assier.

## Histoire
Le bâtiment voyageurs fut remis en état en 1929.
La gare se trouve à proximité immédiate du lieu de la catastrophe ferroviaire du 3 août 1985, qui causa la mort de 35 personnes.
La gare est fermée depuis le 10 décembre 2006.

## Service des voyageurs
Gare fermée.

## Patrimoine ferroviaire
L'ancien bâtiment voyageurs, à deux ouvertures et un étage sous une toiture à deux pans.